# Ampulex metallica
Ampulex metallica är en  stekelart som beskrevs av Kohl 1893. Ampulex metallica ingår i släktet Ampulex och familjen Ampulicidae. Inga underarter finns listade i Catalogue of Life.